# Tipula platycantha
Tipula platycantha är en tvåvingeart som beskrevs av Alexander 1934. Tipula platycantha ingår i släktet Tipula och familjen storharkrankar. Inga underarter finns listade i Catalogue of Life.